# باشگاه فوتبال اوکراینیان فیلادلفیا
اوکراینیان فیلادلفیا یک باشگاه فوتبال آمریکایی مستقر در فیلادلفیا، پنسیلوانیا و عضو لیگ فوتبال آمریکا بود. این باشگاه ۶ بار قهرمان لیگ فوتبال آمریکا شد و رنگ لباسش قرمز و مشکی است. اوکراینیان فیلادلفیا اولین تیمی در تاریخ ایالات متحده بود که بازی‌های خانگی را از تلویزیون پخش کرد و در اولین بازی رسمی فوتبال داخل سالن در مرکز کنوانسیون آتلانتیک سیتی در نیوجرسی بازی کرد.
اوکراینیان فیلادلفیا در طول تاریخ خود میزبان بازی‌های دوستانه بین‌المللی با تیم‌هایی مانند منچستر یونایتد، آستریا وین، اشتوتگارت، ولورهمپتون واندررز، آینتراخت فرانکفورت، منچستر سیتی، داندی و ناتینگهام فارست بوده است.